# Youki
Youki est le surnom sous lequel est connue Lucie Badoud, née le 31 juillet 1903 à Paris où elle est morte le 13 octobre 1966,,, une figure artistique[C'est-à-dire ?] du Montparnasse des années 1930. Son surnom lui est donné par son mari le peintre français d'origine japonaise Tsugouharu Foujita, (yuki, 雪, signifie « neige » en japonais et non « neige rose » comme Youki elle-même le pensait).

## Biographie
Lucie Badoud est la fille de Joséphine née Bousez (née à Tongre-Notre-Dame dans la campagne de Wallonie, en Belgique francophone) et d'un père suisse, Célestin Badoud, né le 25 mai 1860 à Prévondavaux, dans le canton de Fribourg.
Ses parents se trouvent placés comme majordome et femme de chambre dans la même famille de la Plaine Monceau. Ils se marient et donnent naissance à Lucie, laquelle est élevée par sa grand-mère maternelle Marie-Adolphine Lucas qui, veuve, quitte la ferme de l'Esquinterie, la vend et s'installe à Paris avec la fillette. Les détails de sa jeunesse sont relatés par Youki dans un ouvrage autobiographique paru en 1957. 
Modèle de Foujita qu'elle épouse en 1929, elle partage la vie du poète surréaliste Robert Desnos, à partir de décembre 1931 lorsque Foujita quitte Paris en la confiant à son amant notoire. 
Après son divorce prononcé en 1954, elle épouse en 1966 le peintre Henri Espinouze et meurt cinq mois plus tard. Elle est inhumée à Belvès, en Dordogne.

## Œuvre
- Robert Desnos, Youki, Les Confidences de Youki, dessins originaux de Foujita et de Robert Desnos, Paris, Fayard, 1957.